# Saće
Saće je skup šesterokutnih (heksagonih) stanica koje su pravilno poredane jedna do druge, tako da između njih nema praznog prostora. Pčelinje gnijezdo se sastoji od saća na kojem se nalaze pčele i njihovo leglo. Takav način gradnje, odnosno oblik stanice omogućava pčelama najveće iskorištavanje prostora i skladištenje hrane (med i pelud). Kada bi na primjer pčele gradile saće u obliku kruga – bilo bi praznog prostora između takvih okruglih stanica i znatno bi manja bila iskoristivost prostora. Pčele medarice ovakvim načinom gradnje postižu štedljiv način gradnje, ali i stabilnost saća.

## Vrste saća
Pčele medarice grade tri vrste saća: matične saće ili matičnjak, radiličko saće i trutovsko saće. Matičnjak je stanica u kojoj se razvija matica. Razlikuje se po veličini, položaju i obliku u odnosu na trutovske i radiličke saće. Veličine je oko 25 milimetara, a po obliku podsjeća na žir. Što se tiče položaja, matičnjak je u okomitom i visećem položaju. Nakon što se matica izleže, pčele uništavaju matičnjak, a najčešće ga grade na radiličkom saću. U matičnjak pčele ne skladište med i pelud. Radiličke saće služe za razvoj radilica te za skladištenje meda i peludi. Šesterokutnog su oblika i pčele ih poklapaju s ravnim voštanim poklopcima. Trutovske saće su istog oblika kao i radiličke saće, nešto sz veće, ali se trutovsko leglo tj. saće poklapaju s izbočenim poklopcima u obliku polukugle. U ovim saćama se razvijaju trutovi, skladišti med i vrlo rijetko pelud.

## Gradnja saća
Prilikom gradnje saća, pčele se uhvate za kraj (tavan) košnice i vješaju se jedna za drugom stvarajući "zavjese". Pčela medarica zadnjom nogom prelazi preko zatka s trbušne strane, pri čemu zakvači voštani listić dlačicama četkice koja se nalazi na stražnjoj nozi i izvuče iz tobolca. Nakon toga stražnjim nogama voštani listić prebaci na prednje noge i zatim u čeljust u kojima se prerađuje vosak. Prerada voska u čeljusti se sastoji od miješanja voska sa slinom i gnječenja. Svaki put kada pčela zgnječi i obradi voštani listić u obliku grudice ga lijepi za saće koje se grade. Pčela prerađuje jedan voštani listić oko dvije minute. Tijekom gradnje pčele medarice se izmjenjuju, pa tako jedna pčela donese grudicu voska, zalijepi ga, stisne i odmah nakon nje dolazi druga pčela i ponavlja postupak i tako redom.
Pčele započinju gradnju saća tako da prvo zalijepe za tavan košnice red voštanih listića u okomitom položaju koje se još naziva i prihvatne saće. Ove saće su poluprizmatičnog oblika i na njih pčele dalje nadograđuju cijele saće. Saće se grade tako da je jedan kut prizme okrenut prema gore, a drugi kut prema dolje, dok su paralelne stijenke u okomitom položaju. Time redovi stanica idu u vodoravnom ili horizontalnom slijedu. Dodavanjem satne osnove mijenja se način gradnje. Pčele tada grade na način da su paralelne stjenke u vodoravnom položaju, a slijed stanica se nastavlja u dijagonalnom položaju.

### Satna osnova
Satna osnova ili osnova saća je dobila naziv po tome što čini središnji dio satine (pokretni okvir s napetim žicama za satnu osnovu na koju pčele grade saće). Pčele inače grade saće tako da stvaraju grozd. Ako u sredinu grozda umetnemo satnu osnovu tada one na njoj izvlače bočne stjenke stanica. U satnoj osnovi su utisnuta dna i počeci stjenki radiličkih stanica (tako da osnova smanjuje broj trutova). Satnu osnovu izumio je Nijemac J. Mehring 1857., a usavršio ju je Amerikanac S. Wagner 1861. Ovaj je izum bio velik korak za unaprjeđenje pčelarstva, jer se postiglo usmjeravanje pčela na gradnju saća tamo gdje se želi (unutar okvira). Izrađene satne osnove su grublje nego prirodno saće. Sav višak voska iz njih pčele koriste za gradnju stjenki stanica. Saće pod teretom meda lako puknu (na primjer tijekom vrcanja), pa zato treba satnu osnovu pojačati s nekoliko redova žica. Takve saće su čvršće, pa mogu izdržati rukovanje koje na okvir postavlja moderno pčelarstvo. Postoje i trutovske satne osnove koje se koriste pri uzgoju matica.

## Smještaj pčelinjeg gnijezda
Pčelinje gnijezdo sastoji se od manjeg ili većeg broja tzv. sati ili satina. Broj satina nije stalan, a zavisi o veličini ili jakosti zajednice, o starosti te zajednice, i o veličini i obliku prostora u kojem se gnijezdo nalazi. Ni veličina satina nije stalna, nego i ona zavisi o snazi zajednice, o njezinoj starosti i o veličini i obliku prostora u kojem se gnijezdo nalazi. Pčela medarica uvijek gradi svoje gnijezdo s više satina. Satine su izgrađene od pčelinjeg voska, materijala koji pčele same proizvode. Satina je skup šesterostranih saća ili stanica koje su pravilno poredane jedna do druge, tako da između njih nema nikakva praznog prostora; susjedne stanice imaju zajedničke stijenke ili pregrade jedna s drugom. To je dakle pravilna gradnja mrežasta izgleda. Sat ili satina u staroslavenskom znači sto i stotina, a označava višebrojnost saća od kojih se sat sastoji.
Saća (stanice) služe za uzgoj legla i za spremanje meda i peluda. Satina visi u okomitu položaju, pričvršćena o tavan duplja ili košnice. Svaka je satina dvostrukog kapaciteta, to jest ona nema saća samo s jedne strane, nego s obje. Svaka saća leži u vodoravnom položaju, ali ne sasvim točno, nego je tek malo koso nagnuta prema gore od dna saća prema otvoru. Tako med ne može curiti napolje. Dna sviju saća okrenuta su u sredinu satine, i onih s jedne strane i onih s druge. Sva dna zajednički sačinjavaju pregradu koja dijeli satinu po sredini.
Debljina satine iznosi od 21,50 do 25,50 milimetara. Prema tome, dubina pojedine saće iznosi od 10 do 12 mm. Satine su poredane jedna do druge. Razmak između satina iznosi oko 11 mm. Satine nisu uvijek pravilno izgrađene i paralelno poredane jedna uz drugu, nego su često izmiješane, izlomljene i izukrštane. Za svoj stan pčele uzimaju razne i sve moguće pukotine i šupljine. Za njih je dobra i jama u zemlji pod korijenjem drveta, prostranije pukotine u stijeni i zidu, a najviše duplja u drveću. Ona su najmnogobrojnija u šumovitim krajevima, i ondje ih pčele u pravilu jedino i upotrebljavaju. U blizini čovjeka pčele upotrebljavaju razne šupljine čovjekovih gradnja: tavane, prozore pa i sobe, bačve, sanduke i slično.
Čovjek je iskoristio pčelinji nagon nastanjivanja i počeo je smještavati u svojoj blizini sa svrhom da je iskorištava. Prvi takvi stanovi nisu se ništa razlikovali od prirodnoga pčelinjeg stana. Bila je to obična šuplje deblo ili klada. Poslije se mjesto nje počela plesti košara od divlje loze ili slame, a zatim kačica od dužica ili sandučić od dasaka. To je put kojim se došlo od šuplje klade do moderne košnice s okvirima za saće.